# Marcel Rochas
Marcel Rochas (* 24. Februar 1902 in Paris; † 14. März 1955 in Paris) war ein französischer Modedesigner. Er war der Gründer des Modehauses Rochas, das er bis zu seinem Tod leitete.